# Manrico Padovani
Manrico Padovani (Zurigo, 12 agosto 1973) è un violinista, direttore d'orchestra, compositore ed insegnante svizzero.

## Biografia
Nasce a Zurigo da una famiglia di origini italiane e cresce a Chiasso. Da sempre portato per la musica in modo del tutto naturale, non avendo parenti con un'esperienza musicale alle spalle che lo avessero iniziato a tale arte, è attratto da qualsiasi attività musicale fin da bambino. Canta nel coro della chiesa, nel complesso pop dei giovani della sua città e suona il flauto dolce.
Il violino diventa l'unico protagonista della sua vita dopo che, a dodici anni e mezzo, vedendo un film sulla carriera del famoso violinista e compositore Niccolò Paganini scopre la bellezza di questo strumento. A quindici anni viene premiato al "Concorso Nazionale della Gioventù" in Svizzera e ricevendo l'invito a diventare membro dell'Orchestra Sinfonica Svizzera della Gioventù, partecipa come elemento più giovane nei primi violini. Il padre, piuttosto scettico fino a questo momento, convincendosi del talento di Manrico, lo porta a sostenere un'audizione al conservatorio di Zurigo, dove viene ammesso come studente più giovane.
Nel 1992 consegue il SolistenDiplom sotto la guida di Aida Stucki-Piraccini, insegnante anche di Anne-Sophie Mutter, presso il conservatorio di Zurigo-Winterthur.
Manrico si perfeziona ulteriormente allo "Sweelinck Conservatorium" di Amsterdam dove viene ammesso nella ristrettissima cerchia degli allievi ufficiali del più noto violinista olandese Herman Krebbers e partecipa a numerosi corsi internazionali con artisti di fama mondiale, tra di loro K.H. Stockhausen, 
R. Ricci, B. Belkin, U.Ughi e I. Gitlis.
Sono significativi i riconoscimenti che ottiene negli anni, come il "Premio del Giubileo" della Banca UBS, il "Ruggiero Ricci's International Master Competition" di Berlino, ma anche l'assegnazione dalla Nippon Music Foundation di Tokyo del preziosissimo ed originale violino Stradivari Jupiter, costruito a Cremona nel 1722.
Manrico debutta nel 1992 nella grande sala del Casino di Basilea ed è ospite di alcuni prestigiosi festival europei come il "Lucerne Festival", le "Interlakner Festwochen", il "Bad-Kissinger Sommer" e il "Schleswig-Holstein Musik Festival", esibendosi in seguito in Europa, in America del Nord e del Sud e in Asia.
Svolge intense attività concertistiche in tutto il mondo come la sala dorata del Musikverein di Vienna, la Alte Oper di Francoforte,la Ohji Hall di Tokyo, la Phoenix Hall di Osaka, la Philharmonie di Colonia, la Smetana Hall di Praga, il KKL di Lucerna, il “National Theatre” di Bucharest. Collabora a livello internazionale con diverse orchestre come l’Orchestra Filarmonica di Stoccarda, la Sinfonia Varsoviae, l’Orchestra Filarmonica di Praga, la Nord-Tschechische Filharmonie, l’Akademische Staatskapelle di San Pietroburgo, sotto la direzione di prestigiosi direttori specie R. Barshai, M. Viotti, H. Griffiths, B. Perrenoud, C. Olivieri Munroe, A. Boreiko, Jia Lü e P. Altrichter.
Nel 2006 si distingue dagli altri violinisti per aver eseguito a Zurigo, come primo svizzero, il ciclo completo dei 24 Capricci op.1 per violino solo di Niccolò Paganini in un unico concerto.
Il repertorio musicale di Manrico spazia dal barocco di J.S. Bach alla musica dei giorni nostri, passando anche per differenti generi come il pop, il crossover, il jazz e la musica indiana. Negli anni intraprende diversi progetti collaborando e duettando con pop star spagnole come Daniel Diges e Manolo Carrasco ed eseguendo per primo anche composizioni scritte appositamente per lui da Thomas Fortmann e Stefano Mongiusti. Nelle sue registrazioni discografiche, pubblicate su CD e DVD, spiccano i concerti per violino ed orchestra di J. Brahms, L.V. Beethoven, S. Prokofjew nr.1 e N. Paganini nr.1.
É uno dei pochi ad aver utilizzato nel concerto per violino di L.V. Beethoven la cadenza di Leopold Auer, al posto della cadenza Kreisler e per il concerto di Paganini nr.1 la cadenza di Émile Sauret, la più difficile scritta per tale concerto. 
Manrico Padovani collabora con il regista svizzero Erik Bernasconi, incidendo parte della colonna sonora del suo lungometraggio “Sinestesia”, presentato al Festival internazionale del cinema di Berlino nel 2010. Sostenuto anche dalla grande violinista tedesca Anne-Sophie Mutter tramite la sua Fondazione, partecipa come membro del gruppo “Mutter’s Virtuosi”, alla prima tournée europea che tocca undici delle principali città europee nella primavera del 2011, suonando come solista e musica da camera con la sua famosa sostenitrice.
In onore di Papa Benedetto XVI, si esibisce insieme alla nota violinista Natasha Korsakova, nella Sala Nervi di Città del Vaticano, davanti ad un pubblico di 9000 persone. Il concerto avviene in collaborazione con la Fondazione "Sorella Natura" di Assisi, fondazione per la quale lui è testimonial. 
Grazie alle sue competenze, Manrico Padovani è ospite come professore presso alcune famose Università in Giappone, USA, Canada, Messico, Germania, Slovenia e Svizzera.
Effettua numerose registrazioni radiofoniche e televisive per Rai 1, Rai 2, LA7, RSI e SRF.

### Studi
Manrico Padovani nel 1992 consegue il Diploma di Solista-Solistendiplom sotto la guida di Aida Stucki-Piraccini, insegnante tra gli altri di Anne-Sophie Mutter, presso il conservatorio di Zurigo-Winterthur. Si perfeziona ulteriormente allo “Sweelinck Konservatorium" di Amsterdam dove viene ammesso nella ristrettissima cerchia degli allievi ufficiali del più noto violinista olandese Herman Krebbers, partecipando inoltre a numerosi corsi internazionali con artisti di fama mondiale come K.H. Stockhausen, R. Ricci, B. Belkin, U.Ughi e I. Gitlis.
Sono molteplici i riconoscimenti che ottiene in questi anni. Nel 1992 riceve il “Premio del Giubileo” della Banca UBS e più volte il premio “Kiefer-Hablitzel” dell’”Associazione dei Musicisti Svizzeri”.
Nel 1995 vince il “Concorso Internazionale di Musica” di Vienna e presso l’Accademia Musicale Chigiana di Siena ottiene un Diploma di Merito, una borsa di studio e viene selezionato per suonare al “Swiss Youth Music Festival Prize“. Vince premi e riconoscimenti nazionali dalle fondazioni Habisreutinger (uso dello Stradivari Aurea del 1715), Fondazione Bär (prestito di un prezioso Vuillaume del 1845) e Fondazione Schuler. 
Vince per tre volte (1993-1994-1995) il “Ruggiero Ricci’s International Master Competition” di Berlino.
Nel 2012 riceve il “Contributo Artistico” del Kuratorium del Canton Argovia.
Nel 2011 e 2012 riceve in dotazione dalla Nippon Music Foundation di Tokyo, come primo svizzero e come primo italiano, il preziosissimo e originale violino Stradivari Jupiter, costruito a Cremona nel 1722. 

### Carriera
Manrico Padovani è descritto dalla rivista londinese “The Strad Magazine” come “Eroe del violino" e dalla critica specializzata anche con aggettivi come “Liricità penetrante”, “Violinista indiavolato”, “un violino che incanta”, “Virtuoso fulminante”, “Mago del violino” per la sua intensità musicale e agilità tecnica.
Debutta nel 1992 nella grande sala del Casino di Basilea ed è ospite di alcuni prestigiosi festival europei come il “Lucerne festival”, le “Interlakner Festwochen”, il "Bad-Kissinger Sommer" e il “Schleswig-Holstein Musik Festival”, esibendosi in seguito in Europa, in America del Nord e del Sud e in Asia.
Nel 2006 si distingue dagli altri violinisti per aver eseguito in un solo concerto a Zurigo, come primo svizzero, il ciclo completo dei 24 capricci op.1 per violino solo di Niccolò Paganini. Lo stesso Paganini, disponibile ad eseguirli in tre serate separate, non lo fece mai in pubblico. 
Svolge intense attività concertistiche esibendosi in grandi sale come la sala dorata del Musikverein di Vienna, la Alte Oper di Francoforte, la Ohji Hall di Tokyo, la Phoenix Hall di Osaka, la Philharmonie di Colonia, la Smetana Hall di Praga, il KKL di Lucerna, il “National Theatre” di Bucarest, collaborando con orchestre come 
l’Orchestra Filarmonica di Stoccarda, la Sinfonia Varsoviae, l’Orchestra Filarmonica di Praga, la Nord-Tschechische Filharmonie, l’Akademische Staatskapelle di San Pietroburgo, sotto la direzione di prestigiosi direttori come R. Barshai, M. Viotti, H. Griffiths, B. Perrenoud, C. Olivieri Munroe, A. Boreiko, Jia Lü e P. Altrichter.
Il repertorio musicale di Manrico Padovani spazia dal barocco di J.S. Bach alla musica dei giorni nostri, con particolare predilezione per autori come L.V. Beethoven,  W. A. Mozart, J. Brahms, P. I. Chaikovski, R. Schumann, S. Prokofiev e N. Paganini, passando per differenti generi come il pop, il crossover, la musica indiana e il jazz.
Negli anni intraprende diversi progetti con pop star spagnole come Daniel Diges e Manolo Carrasco ed esegue per primo anche composizioni scritte appositamente per lui da Thomas Fortmann e Stefano Mongiusti.
Nelle sue registrazioni discografiche, pubblicate su CD e DVD per diverse etichette, emergono i concerti per violino e orchestra di J. Brahms, L.V. Beethoven,  S. Prokofiev nr.1 e N. Paganini nr.1. 
É uno dei pochi ad aver utilizzato nel concerto per violino di L.V. Beethoven la cadenza di Leopold Auer, al posto della cadenza Kreisler e per il concerto di Paganini no.1 la cadenza di Émile Sauret, la più difficile scritta per tale concerto. 
Manrico Padovani collabora con il regista svizzero Erik Bernasconi, incidendo parte della colonna sonora del suo lungometraggio “Sinestesia”, presentato al Festival internazionale del cinema di Berlino nel 2010. 
Sostenuto anche dalla grande violinista tedesca Anne-Sophie Mutter tramite la sua Fondazione, partecipa come membro del gruppo “Mutter’s Virtuosi”, alla prima tournée europea che tocca undici delle principali città europee nella primavera del 2011, suonando come solista e musica da camera con la sua famosa sostenitrice. 
Uno degli impegni più culminanti delle passate stagioni è il concerto in onore di Papa Benedetto XVI nella Sala Nervi di Città del Vaticano, insieme alla nota violinista di origini greco-russe Natasha Korsakova, davanti ad un pubblico di 9000 persone. Questo concerto avviene in collaborazione con la Fondazione “Sorella Natura” di Assisi, fondazione per la quale Manrico è testimonial. 
Grazie alle sue competenze, Manrico Padovani è ospite come Professore presso alcune famose Università in Giappone, Usa, Canada, Messico, Germania, Slovenia e Svizzera.
Effettua numerose registrazioni radiofoniche e televisive per Rai 1, Rai 2, LA7, TSI e DRS.

### Strumenti
Manrico ama coinvolgere e affascinare il pubblico con i suoi racconti sui programmi che affronta tramite una chiave di accesso divulgativa semplificata, suonando strumenti preziosi di Antonio Stradivari, di Jean-Baptiste Vuillaume (Parigi, 1870), di Joseph Gagliano (Napoli, 1780) e di Giovanni Battista Rogeri (Brescia, 1695).
Durante questi anni, insieme a Natasha Korsakova, concede l’esposizione dei violini in loro dotazione in vari musei. Nel 2014 espongono al Museo d’arte di Mendrisio lo “Stradivari Ex-Nachez” (Cremona, 1716) e lo "Stradivari Ex-Vogelweith” (Cremona, 1711), generosamente messi a disposizione dalla A. Scheitele Rare Violins. Nel 2016 per i 300 anni dalla costruzione dell’originale Stradivari Messiah (Cremona,1716) espongono al “Museo dei Violini“ di Cremona i loro due violini da concerto Jean-Baptiste Vuillaume costruiti a Parigi nel 1870 e 1873.

## Premi e riconoscimenti
- 1992 “Premio del Giubileo” UBS
- 1993-1995 “Ruggiero Ricci’s International Master Competition” di Berlino
- 1995 “Accademia Chigiana” di Siena. Diploma di Merito, borsa di Studio e selezionato per lo Swiss Youth Music Festival Prize
- 1995 “Concorso Internazionale di Musica” di Vienna
- 1996 Stradivari Aurea del 1715 dalla Fondazione Habisreutinger
- 1996-1997 Premi nazionali e borse di studio presso le Fondazioni “J. Bär” e “Schuler”
- 2010 Registrazione colonna sonora lungometraggio “Sinestesia” di Erik Bernasconi, presentato al Festival di Berlino
- 2011 Premio Musica Classica del Kuratorium del Canton Argovia
- 2010-2012 Prestito dello Stradivari Jupiter (1722) dalla Nippon Music Foundation di Tokyo

## Discografia
Nelle sue registrazioni discografiche, pubblicate su CD e DVD per diverse etichette, emergono i concerti per violino e orchestra di J. Brahms, L.V.  Beethoven, S. Prokofjew nr.1 e N. Paganini nr.1. 

### CD
- Tabula Rasa: 4 Concertos for 2 violins and Orchestra by J. S. Bach Concerto in d minor BWV 1043 for 2 vl and orchestra Arvö Pärt; “Tabula Rasa” for 2 violins, string orchestra and prepared piano (1977); Antonio Vivaldi, Concerto in a minor for 2 violins and orchestra RV 522; Alfred Schnittke, Concerto grosso n.3 for 2 violins, cembalo, piano, bells and orchestra (1985)
- Manrico Padovani et al.: T. Fortmann: Sonata for Violin and Piano: A Southern Diary; Four Pieces for Two Violins: Con Pepe e Zucchero; Piano Trio: Prolitheus Suite
- Neujahrskonzert, Smetana Hall, Prague (live): C. Saint-Saëns: Introduction and Rondò Capriccioso, Op. 20 J.; J. Massenet: Meditation from Thaïs; P. de Sarasate: Carmen Fantasie Op. 25 (Prague Philharmonic Orchestra, B. Perrenoud)
- Padovani plays Paganini: N. Paganini: Violin Concerto in D major Nr. 1, Op. 6 (Oltenia Philharmonic Orchestra / B. Perrenoud)
- Nippon Music Foundation: Best of 2007-2012: Auditorium of the Louvre Museum, Paris (2010)
- Nippon Music Foundation: Encounter with Stradivari: Auditorium of the Louvre Museum, Paris (2010)
- Manolo Carrasco: 1812 Viva la Pepa: Featuring Manrico Padovani (2012)
- Manrico Padovani: L. van Beethoven Violin Concerto in D major Op. 61; Romance in G major Op. 40; Romance in F major Op. 50; Russian Philharmonic Orchestra Moscow / B. Perrenoud
- Manrico Padovani: J. Brahms: Violin Concerto in D major Op. 77; S. Prokofjew: Violin Concerto in D major Op. 19 Nr. 1; Academic State Capella Symphony Orchestra St. Petersburg / B. Perrenoud;
- Manrico Padovani: C. Debussy: Violin Sonata for Violin and Piano; F. Poulenc: Violin Sonata for Violin and Piano (Ed. Corrigée 1949); L. Janáček: Violin Sonata for Violin and Piano; A. Honegger: Violin Sonata for Violin and Piano Nr.1 (Yukiko Hori, Piano)
- Manrico Padovani: C. Gilardi: Opus 2, “Se un'onda sapesse …” (for Violin solo, composed for Manrico Padovani)
- Manrico Padovani: F. Krommer: Three String Quartets. 18 (Quartetto di Milano)
- Manrico Padovani: J. Raff String Quartet in D minor Op. 77; String Quartet in D major Op. 192 / 2 “La belle Meunière” (Quartetto di Milano)

### DVD
- Nippon Music Foundation:  Best of 2007-2012: Auditorium of the Louvre Museum, Paris (2010)
- Nippon Music Foundation: Encounter with Stradivari: Auditorium of the Louvre Museum, Paris (2010)
- Padovani plays Paganini: N. Paganini: Violin Concerto in D major Nr. 1, Op. 6 (Oltenia Philharmonic Orchestra / B. Perrenoud)

## Repertorio
Il repertorio musicale di Manrico spazia dal barocco di J.S. Bach alla musica dei giorni nostri, passando anche per differenti generi come il pop, il crossover, il jazz e la musica indiana.
- J. S. Bach:Violin Concerto Nr. 1 in A Minor BWV 1041;Violin Concerto Nr. 2 in E Major BWV 1042;Violin Concerto in D Minor BWV 1043 for 2 Violins;Violin Concerto in D Minor BWV 1052;Violin Concerto in D Minor BWV 1061 for Violin and Oboe;Violin Concerto in G Minor BWV 1075
- B. Bartòk: Violin Concerto Nr. 1 (1908); 2 Rhapsodien (1928)
- L. van Beethoven: Violin Concerto in D Major Op. 61; Romances Nr. 1 in G Major Op. 40, Nr. 2 F major Op. 50; Triple Concerto in C Major Op. 56
- A. Berg: Violin Concerto “To the memory of an angel” (1935)
- J. Brahms: Violin Concerto in D Major Op. 77; Double Concerto in A Minor Op. 102 for Violin and Cello
- M. Bruch: Violin Concerto Nr. 1 in G Minor Op. 26; Violin Concerto Nr. 2 in D Minor Op. 44; “Scottish Fantasy” Op. 46
- J. Conus: Violin Concerto in E Minor
- A. Dvorak: Violin Concerto in A Minor Op. 53; Romance Op.11
- A. Glazunov: Violin Concerto in A Minor Op. 82
- J. Haydn: Violin Concerto in C Major Nr. 1 Hob VIIa:1; Violin Concerto in G Major Nr. 2 Hob VIIa:4
- K.A. Hartmann: “Concerto funèbre” for Violin and String orchestra
- A. Khatchaturian: Violin Concerto in D Major (1940)
- E. Lalo: “Sinfonie Éspagnole” Op. 21; “Norwegian Fantasy”
- W. Lutoslawsky: “Partita” (1984 Rev. 1991)
- F. Martin: Violin Concerto (1950)
- F. Mendelssohn: Violin Concerto in E Minor Op. 64; Violin Concerto in D Minor (1822)
- D. Milhaud: Violin Concerto Nr. 1 Op. 93; Violin Concerto Nr. 2 Op. 263; Concertino di Primavera Op. 135 (1934); “Le Boef sur le toit” Op. 58 (1919)
- W.A. Mozart: Violin Concerto Nr. 1 in B flat Major KV 207; Violin Concerto Nr. 2 in D Major KV 211; Violin Concerto Nr. 3 in G Major KV 216; Violin Concerto Nr. 4 in D Major KV 218; Violin Concerto Nr. 5 in A Major KV 219; Violin Concerto Nr. 7 in D Major KV 271a
- N. Paganini: Violin Concerto Nr. 1 in D Major Op. 6 M.S. 21; Violin Concerto Nr. 2 in B Minor Op. 7 “La Campanella” M.S. 48; “Suonata con Variazioni” on a Theme by J. Weigl M.S. 47; “La Primavera” M.S. 73; “Mosés Fanatasie” M.S. 23
- S. Prokofjew: Violin Concerto Nr. 1 in D Major Op. 19; Violin Concerto Nr. 2 in G Minor Op. 65
- M. Ravel: “Tzigane”, Rhapsodie de concert
- M. Rózsa: North Hungarian Paesant songs and dances (1930)
- C. Saint-Saens: Violin Concerto Nr. 3 in B Minor Op. 61; “Introduction et Rondo capriccioso” Op. 20; “Havanaise” Op. 83
- P. de Sarasate: “Carmen Fantasy” Op. 25; “Gipsy Airs” Op. 20; “Introduction and Tarantella” Op. 43; “Navarra” Op. 33 for 2 Violins; “Magic Flute Fantasy” Op. 54
- F. Schubert: Adagio and Rondò in A Major D. 438
- R. Schumann: Violin Concerto in D Minor (1853); Fantasy Op. 131
- O. Schoeck: Violin Concerto “Quasi una fantasia” in B flat Major Op.21
- D. Shostakovich: Violin Concerto Nr. 1 in A Minor Op. 77
- J. Sibelius: Violin Concerto in D Minor Op. 47; 6 Humoresques Op. 87 1-2 / Op. 89 1-4
- L. Spohr: Violin Concerto Nr. 8 in A Minor Op. 47; “In the form of a vocal scene”
- I. Strawinsky: Violin Concerto (Concerto in D) (1931)
- K. Szymanowsky: Violin Concerto Nr. 2 Op. 61 (1932/33)
- G. Tartini: Violin Concerto in D Major D. 28; Violin Concerto in E Minor D. 56; Violin Concerto in A Major D. 96; Violin Concerto in A Minor D. 113; Violin Concerto in B Minor D. 125
- P. Tchaikowsky: Violin Concerto in D Major Op. 35; “Serenade melancolique” Op. 26
- H. Vieuxtemps: Violin Concerto Nr. 5 in A Minor Op. 37
- G.B. Viotti: Violin Concerto Nr. 20 in D Major; Violin Concerto Nr. 22 in A Minor
- A. Vivaldi: “Le quattro stagioni” : Violin Concerto Op. 8 Nr. 1 in E Major “The Spring”,Violin Concerto Op. 8 Nr. 2 in G Minor “The Summer”, Violin Concerto Op. 8 Nr. 3 in F Major “The Autumn”, Violin Concerto Op. 8 Nr. 4 in F Minor “The Winter”; Verschiedene Konzerte aus Op. 3, aus Op. 8 und aus Op. 10
- H. Wieniawski: Violin Concerto Nr. 2 Op. 22 in D Minor; Legende Op. 17